# Pietarsaari
Jakobstad (švédsky Jakobstad, finsky Pietarsaari) je město na jižním pobřeží Finska. Město se rozkládá na 88,44 km². Ve městě žije asi 19 200 lidí. Město bylo založeno roku 1652. Sousedními obcemi jsou Larsmo, Pedersöre a Nykarleby. Jakobstad je oficiálně dvojjazyčným městem. 56,3 procent obyvatel hovoří švédsky (finskou švédštinou), , 34,7 procent finsky.

## Partnerská města
Jakobstad má tyto partnerská města:
- Asker, Norsko
- Birkerød, Dánsko
- Bünde, Německo
- Eslöv, Švédsko
- Garðabær, Island[3]
- Jamestown, USA
- Jūrmala, Litva[4]
- Söderhamn, Švédsko[5]